# Saint-Georges-de-Livoye

Saint-Georges-de-Livoye este o comună în departamentul Manche, Franța. În 1 ianuarie 2022 avea o populație de 205 de locuitori.